# Lac Nantais
Lac Nantais är en sjö i Kanada.   Den ligger i regionen Nord-du-Québec i provinsen Québec, i den östra delen av landet, 1 700 km norr om huvudstaden Ottawa. Lac Nantais ligger 367 meter över havet. Arean är 262 kvadratkilometer. 
Trakten runt Lac Nantais består i huvudsak av gräsmarker. Trakten runt Lac Nantais är nära nog obefolkad, med mindre än två invånare per kvadratkilometer.